# Лайхор-хан
Сайн-Лайхор-хан (1562—1637) — фактичний засновник держави дзасакту-ханів монголів в Халхці.

## Життєпис
Походив з гілки Хубілаїдів династії Чингізидів. Син Баяндара-хунтайджі, онука Гересендзе, сина великого кагана Монгольської держави Даян-хана. Народився 1562 року. 1580 року успадкував від батька значні володіння в Халхці. Як старший за віком намагався об'єднати усіх родичів. Ймовірно, мав титул каган-ахай (старший хан). Втім стикнувся з амбіціями Абатая, що мав володіння в правому (східному) крилі Халхки. Після смерті 1586 року боротьба тривала з його сином Ерехей-Мерген-ханом, оскільки останній закріпив за собою ситутул тушету-хана. Поступово Лайхор-хан став користуватися титулом дзасаккту-хана — «хана-володаря», що підкреслював його статус. У 1587 році передав стриєчному брату Убаші-хунтайджі землі в північно-західній Монголії, але той визнавав зверхність Лайхор-хана.
Разом з цим вів тривалі війни проти ойратів, сперечаючись у намаганні підкорити ойратські племена з тушету-ханами. Спочатку приблизно 1576 або 1577 року відбулася битва Лайхор-хана проти західних ойратів, проте він не здобув якогось успіху. До середини 1580-х років здійснив декілька успішних походів, але не зміг закріпитися на території Дербен-Ойрат.
Поступово його головна увага зосередилася на намаганні приборкати тушету-ханів та Убаші-хунтайджі, що прийняв титул алтин-хана. З цієї метою став проводили регулярні з'їзди нащадків Даян-хана, що мали володіння в Халхці. Перший такий з'їзд відбувся 1604 року, де за Лайхор-ханом було закріплено титул каган-ахая, а також визнано зверхність над усією Халхою. Разом з тим за іншими також було визнано титули ханів. 1614 на з'їздів, що відбувся на рівнині Сайхан-Хулж, було прийнято «Вісімнадцять степових законів», що регламентували стосунки старшого хана з іншими, діяльність хошунів. Наступний з'їзд Лайхор-хан провів 1620 року біля річки Таран у володіннях тушету-хана, де прийнято «Велика збірка законі семи хошунів» (інша назва «Великий закон» — «Іх цааз»), що складалася з 92 статей. Це була спроба Лайхор-хана зберегти єдність Халхи.
Водночас Лайхор-хан вирішив спиратися на буддистські інституції. Для цього запросив до свого двору «чорвонокапелюшних» лам з секти Каґ'ю. Проте завершити справу переходу до ламаїзму не встиг. Помер 1637 року. Йому спадкував син Субадай-хан.